# Joshua Chamberlain
Joshua Lawrence Chamberlain (Brewer, 8 settembre 1828 – Portland, 24 febbraio 1914) è stato un docente, politico e generale statunitense, professore di retorica proveniente dallo Stato del Maine, che combatté come volontario durante la guerra di secessione. Si distinse per il proprio coraggio durante la battaglia di Gettysburg, per il quale venne decorato con la Medaglia d'Onore, e divenne uno dei più rispettati ufficiali dell'Unione raggiungendo il grado stabile di generale di brigata.

## Biografia
Chamberlain fu istituito luogotenente del 20º Reggimento di Volontari del Maine nel 1862 e partecipò alla battaglia di Fredericksburg. Nel giugno del 1863 divenne comandante del Reggimento. Il 2 luglio dello stesso anno, a Gettysburg, lui e i suoi uomini occuparono l'estrema sinistra della linea difensiva dell'Unione piazzandosi in cima al Little Round Top. Durante la serie di attacchi sferrati dai Confederati, la zona fu presa d'assalto dal 15º Reggimento di fanteria dell'Alabama. Dopo ripetuti assalti e schermaglie con le armi da fuoco condotte dai ribelli Chamberlain, accortosi della penuria di munizioni e resosi conto del vantaggio conferitogli dalla discesa,  decise di sferrare una carica alla baionetta, grazie alla quale riuscì a mandare in rotta gli assalitori.
Nel Giugno 1864 fu ferito gravemente durante l'assalto di Petersburg e promosso dai superiori, convinti della sua inevitabile dipartita, a generale di brigata. Nell'Aprile 1865 combatté nella battaglia di Five Forks e a lui fu conferito l'alto onore di comandare le truppe dell'Unione alla solenne cerimonia di resa della fanteria di Robert E. Lee all'Appomattox Court House, in Virginia.
Dopo la fine della guerra entrò in politica, schierandosi dalla parte dei Repubblicani, e fu eletto 32º governatore del Maine. Morì nel 1914 all'età di 85 anni a causa di complicazioni dovute alla ferita ricevuta a Petersburg.